# Московка (Добринский район)
Моско́вка — деревня Талицкого сельсовета Добринского района Липецкой области .

## История
Возник как поселок в начале 1920-х годов. 

## Население
| 2010 |
| ---- |
| 83   |

## Объекты культурного значения
- Курганная группа  (2 насыпи)   исторический памятник (региональный)[3]

- Курган 1    исторический памятник (региональный)[3]

- Курган 2    исторический памятник (региональный)[3]